# داء عضل-عين-دماغ
داء عضل-عين-دماغ (بالإنجليزية: Muscle–eye–brain disease)، والمعروف أيضًا باسم الحثل العضلي-الاعتلال العضلي الخلقي مع تشوهات الدماغ والعين (MDDGA3). أحد أنواع الحثل العضلي الخلقي النادر، ويتميز إلى حد كبير بنقص التوتر العضلي عند الولادة. يعاني المرضى من ضمور عضلي واضطرابات في الجهاز العصبي المركزي واضطرابات في العين، وتعتبر الحالة تنكسية.
يحدث المرض بسبب طفرات في جين POMGnT1، وهو مرض خلقي وراثي بصفة جسدية متنحية. لا من علاج لهذا الداء. تركز الرعاية الداعمة بشكل أساسي على تخفيف الأعراض والتي تختلف في بيئات سريرية مختلفة. قد يشمل علاج الأعراض العلاجات الفيزيولوجية والعلاجات المهنية والأدوية والعمليات الجراحية. يبلغ متوسط العمر المتوقع لهؤلاء المرضى أكثر من 70 عامًا.

## العلامات والأعراض
تشمل العلامات والأعراض الرئيسية ما يلي:
- الحثل العضلي: ضعف العضلات، نقص التوتر، ضمور العضلات
- شذوذات عينية: عدم وجود استجابة بصرية، قصر نظر شديد، زَرَق
- شذوذات الجهاز العصبي المركزي: إعاقة ذهنية، تشوه قشري

### الحثل العضلي
العلامات الأكثر شيوعًا لهذا المرض هي ولادة الأطفال وهم في حالة ارتخاء. ويشير المرض إلى حالة نقص التوتر. تشمل أنواع نقص التوتر الموجودة لدى المرضى نقص التوتر العام ونقص التوتر المنتشر ونقص التوتر الخلقي والأنواع الفرعية الأخرى. يكمن السبب الرئيسي وراءه بالضمور العضلي الشديد والتشوهات الجزئية في الدماغ.
80-99% من الأفراد يتظاهرون باعتلال عضلي مختلف. بشكل عام، يتظاهرون بضعف شديد في العضلات وتأخر في النمو الحركي. وبالتالي، يوجد اضطراب المشية (المشي غير الطبيعي) لدى 80-99% من الأفراد المصابين. يعاني جزء كبير منهم من محدودية الحركة المتمثلة بفشل في المشي أو حتى بتدوير الرأس. يؤثر ضعف العضلات على عضلات الوجه باستثناء العضلات الهيكلية. يؤدي إلى ضعف الكلام في معظم الحالات.
تشمل العلامات الأخرى صلابة المفاصل و/أو العمود الفقري، وانخفاض الكتلة العضلية، وضعف المنعكسات، والتقلص العضلي، والتقبض، وضمور العضلات، وتشوهات العمود الفقري.

### الشذوذات العينية
غالبًا ما توجد مشاكل بصرية لدى غالبية الأشخاص المصابين بداء عضل-عين-دماغ. يعاني المرضى من انخفاض حدة البصر ويفشلون في التركيز على المحفزات البصرية. اعتمادًا على الشدة، لا يُظهر البعض أي استجابة بصرية، ويمكن للبعض الآخر الاستجابة للضوء والبعض الآخر للأشياء.
أفاد أكثر من 80% من المرضى بوجود ضعف البصر. تشمل المشاكل الشائعة الزرق وقصر النظر والحول «العين المتصالبة» والضمور البصري، وتحدث جميعها في 80-99% من الحالات. يتضمن الضمور البصري على ضعف تصبغ في قاع العين، وأوعية دموية رقيقة في شبكية العين، وقرص بصري صغير وحدود صلبوية صغيرة، وثلامة العين (تنكس العصب البصري السفلي). يحدث الساد لدى 30-79% من الأفراد. توجد جسامة المقلة (تضخم مقلة العين)، والضخامة القرنية، والرأرأة (حركة لاإرادية لمقلة العين) في بعض الحالات النادرة.
على الرغم من أن التشوهات العينية تسبب ضعف الرؤية إلى حد كبير، إلا أن بعض المشكلات البصرية مرتبطة بتشوهات الدماغ.

### تشوهات الجهاز العصبي المركزي
إن المرض يضعف الإدراك بشكل خطير. ينعكس هذا بقراءات غير طبيعية على تخطيط كهربية الدماغ وتخطيط كهربائية العضل في 80-99% من الأفراد. بنفس التواتر، يوجد استسقاء الرأس في كثير من الحالات. ويرتبط الشكل الحاد منه بانضغاط الأعصاب الأخرى وينتج عنه المزيد من المضاعفات.
تشمل السمات السريرية إعاقة ذهنية شديدة من جميع الجوانب. يعاني معظم الأفراد من إعاقات ذهنية متفاوتة الخطورة. سُجل تدهور تدريجي في التطور السلوكي.شوهد الصرع والنوبات في 30-79% من الأفراد المصابين.
تشيع أيضًا مظاهر التشوه البنيوي. غالبًا ما يكون نقص تنسج الدماغ المتوسط والجسر والمخيخ والبصلة السيسائية. قد يحدث لاتنسج على خلفية نقص تنسج. أُبلغ عن جذع الدماغ المسطح، وتضخم البطينات الدماغية، وضخامة التلافيف، وانعدام تلافيف الدماغ نمط ثاني. بمعدل يتراوح بين 5% و29% قد نجد أيضًا اندماج مقدم الدماغ وتشقق العمود الفقري.

### المظاهر الجسدية
تشمل سمات الوجه المميزة للداء الجبهة العالية المتبارزة والعين المنتفخة ومناطق صدغية ضيقة.

## الفيزيولوجيا المرضية
يرتبط التسبب بداء عضل-عين-دماغ بمستوى غير طبيعي من غلكزة ألفا-ديستروغليكان. تؤدي طفرات جين POMGnT1 إلى تقليل غلكزة المانوزيل-O لبروتين ألفا-ديستروغليكان. يشفر جين POMGnT1 أنزيم POMGnT1، وهو بروتين عابر للغشاء من النوع الثاني ويوجد في جهاز غولجي. يتمثل دور أنزيم POMGnT1 بتحفيز غلكزة خاصة بالمانوز الطرفي المرتبط بألفا، وهي العملية التي يتم فيها إضافة إن-أستيل غلوكوز أمين إلى المانوز الطرفي المرتبط بـ O الخاص ببروتين ألفا-ديستروغليكان. لدى البشر، تعتبر عملية ارتباط المانوز-O (بالإنجليزية: O-mannosylation) نوعًا نادرًا من عملية الغلكزة، وتحدث في العضلات والهيكل العظمي والدماغ والبروتينات السكرية العصبية. تُستخدم عملية ارتباط المانوز-O لزيادة استقرار التفاعل بين الغشاء القاعدي خارج الخلية وبروتين ألفا-ديستروغليكان. بدون هذا الاستقرار، لا يمكن للبروتين السكري أن يرتكز على الخلية، ما يؤدي إلى الحثل العضلي الخلقي الذي يتميز بتشوهات شديدة في الدماغ.

## التدبير
لا يوجد علاج شافي حالي لأي نوع من أنواع الحثول العضلية، وثمة فقط علاج عرضي للمرضى
تتمثل الرعاية الداعمة التي تستجيب عليها الأعراض:
| العرض        | العلاج الداعم المقابل                                                                        |
| التقلصات     | علاج فيزيائي، وجراحة لتحرير الوتر إن تطلب الأمر                                              |
| الجنف        | ارتداء مشد، وتجبير، وجراحة تصحيحية كتثبيت العمود الفقري                                      |
| الضعف العضلي | مشد أرجل، وكرسي متحرك، وعلاج مهني                                                            |
| مشاكل تنفسية | مراقبة منتظمة بمقياس التنفس، وتهوية ليلية غير باضعة، وفغر الرغامى، وتقنيات مساعدة على السعال |
| صعوبات تعلم  | برامج تعليم متخصصة                                                                           |
| نوبات صرع    | أدوية مضادة للصرع                                                                            |
| مشاكل رؤية   | ارتداء نظارات خاصة                                                                           |
| رعاية تغذوية | أنبوب أنفي معدي للاستخدام قصير الأمد، وفغر المعدة للاستخدام المزمن                           |

## إنذار المرض
يعد داء عضل-عين-دماغ نوعًا أكثر اعتدالًا من الحثل العضلي الخلقي، مع إمكانية بقيا لأكثر من 70 عامًا. يتحدد الإنذار بشدة الداء. رغم أن الإنذار مرتبط بتطور الأعراض، إلا أن الرعاية الداعمة تعزز نوعية الحياة وكذلك متوسط العمر المتوقع.

### وبائية المرض
أُبلغ عن أغلب الحالات لدى السكان الفنلنديين. من المقدر أن يصيب 1 من كل 50000 طفل حديث الولادة في فنلندا. أُبلغ عن حالات أيضًا خارج فنلندا، وحالات مشتبهة أيضًا في اليابان وكوريا. ومع ذلك، فإن التوزع العالمي غير واضح. وفقًا للاتحاد الأوروبي، فإن معدل انتشار الداء المقدر في أوروبا هو 0.12 لكل 100000.
| معدل الناقلين |             |              |
| الإثنية       | معدل الكشف  | تواتر الناقل |
| الفنلندية     | أكثر من 90% | 1 من كل 50   |
| عامة السكان   | 88%         | 1 من كل 500  |

إن معدل تواتر الناقل للمرض هو 1 من كل 50 في فنلندا، ولا يُظهِر ناقلو المرض عادةً أي علامات أو أعراض. ومع ذلك، فإن نسلهم سيمتلك فرصة أكبر للتأثر بداء العضل-عين-دماغ.

## تاريخ
اكتُشف الداء لأول مرة في فنلندا. في عام 1978، أبدى مريض فنلندي أعراضًا تشمل الضعف العضلي الخلقي، وقصر النظر الشديد، والزرق، والتشوه البصري، والإعاقة الذهنية، ونقص تنسج الشبكية، إلخ. في عام 1980، حُدد 14 آخرين يعانون من أعراض مماثلة في فنلندا. نُشرت حالات مماثلة في عام 1989. عُثر على المرض في هولندا عام 1992، إذ تأثر 6 أشخاص من 4 عائلات. بعد ذلك، أُبلغ عن المزيد من الحالات خارج السكان الفنلنديين.
يشبه المرض ظاهريًا متلازمة والكر-فاربرج، وكلا الاضطرابين هما ضمور عضلي خلقي. في عام 1990، جادل سانتافوري بتفريق داء عضل-عين-دماغ عن متلازمة والكر-فاربرج، نظرًا لأن الداء ينطوي تحديدًا على ضعف العضلات وثمة بقيا طويلة نسبيًا للمصابين به. في نفس العام، أجرى دوبينز  فحصًا للعلاقة بين متلازمة والكر-فاربرج وداء عضل-عين-دماغ.
في عام 2001، توضح سبب الداء لأول مرة على أنه طفرات في جين POMGNT1 تسببت بفقدان وظيفته.